# EMI
El Grup EMI (EMI Group) fou una discogràfica del Regne Unit que comprèn al segell EMI Music, amb seu a Brook Green, i a EMI Music Publishing, amb seu en Charing Cross Road, ambdues a Londres. EMI Music havia estat un dels quatre grans segells discogràfics del món, juntament amb Universal Music Group, Sony BMG Music Entertainment, i Warner Music Group.

## Història
Electric and Musical Industries Ltd va néixer el març de 1931 de la unió de la Columbia Graphophone Company del Regne Unit i la Gramophone Company. El 1957, per substituir la pèrdua dels seus acords sobre llicències a llarg termini amb RCA Victor Records i Columbia Records (Columbia USA va trencar els seus llaços amb EMI el 1951), EMI va entrar en el mercat americà amb l'adquisició del 96% de les accions de Capitol Records.
La companyia va establir operacions a través de múltiples subsidiàries en diversos llocs de la Commonwealth, inclosos l'Índia, Austràlia i Nova Zelanda. Les filials d'EMI a Austràlia i Nova Zelanda van liderar el mercat de música popular en aquests països des de la dècada de 1920 fins a la dècada de 1960. Altres companyies subsidiàries locals, com la Festival Records, mantenen un relatiu monopoli d'EMI en diferents regions.
Sota la gerència de Sir Joseph Lockwood, entre 1950 i 1970 la companyia va experimentar un gran èxit en el camp de la música popular. Després d'un dramàtic descens del 7% en la quota de mercat britànic (del 16% al 9%) i l'anunci que EMI havia patit una pèrdua de 260 milions de lliures esterlines el període 2006–2007, EMI va ser adquirida per Terra Firma Capital Partners l'agost de 2007, que la va comprar per 4.200 milions de lliures. Els plans de reestructuració del director general de Terra Firma Capital Partners exigien retallar entre 1.500 i 2.000 llocs de treball i per reduir els costos per 200 milions de lliures l'any.
El 12 de novembre de 2011, es va anunciar que EMI vendria les seves operacions de música enregistrada a l'antic rival Universal Music Group per 1.200 milions de £ (1.900 milions de dòlars) i les seves operacions de publicació de música a Sony/ATV Music Publishing, per 2.200 milions de dòlars, per complir amb les condicions de desinversió de la Comissió Europea.

## Alguns dels artistes més famosos
Les bandes i artistes que van signar amb EMI i les seves subsidiàries van fer d'EMI la més reeixida i coneguda companyia disquera en el món en aquell moment, amb un repertori d'artistes que inclouen a: The Rolling Stones, Coldplay, The Beatles, Bob Marley, Red Hot Chili Peppers, AC/DC, Queen, ABBA, Michael Jackson, Madonna, Katy Perry, Iron Maiden i David Guetta, entre d'altres. La companyia edità també tres discs de Sau.